# ليتوف كبيلي
ليتوف هي شركة طائرات تقع في منطقة ليتناني في براج، جمهورية التشيك. وهي أقدم شركة طائرات في المنطقة.

## التاريخ
تأسست شركة ليتوف عام 1918 على يد وزارة الدفاع التشيكوسلوفاكية لإصلاح طائرات الحرب العالمية الأولى القيمة. صُممت وبُنيت أول طائرة محلية الصنع، وهي ليتوف ش-1، عام 1920، وبحلول عام 1939، بُني حوالي 50 نوعًا من الطائرات. خلال الحرب العالمية الثانية، كان المصنع ورشة إصلاح للقوات الجوية الألمانية. كما أُنشئت خطوط إنتاج خلال الحرب العالمية الثانية للإصدارات القتالية من طائرة يو 290 ، بدءًا من جو 290 أيه-2، التي كانت تحمل رادار بحث لدورها في الدوريات. منذ خمسينيات القرن العشرين، يُصنّع المصنع قطع غيار لطائرات ميج-15 وميج-19 ووميج-21.
قامت شركة ليتوف بتصنيع أكثر من 4000 جناح وذيل لطائرة التدريب النفاثة إل-29 دلفين، التي أصبحت طائرة التدريب النفاثة القياسية للقوات الجوية لدول حلف وارسو في ستينيات القرن الماضي. كما قامت الشركة بتصنيع أجنحة وذيل لـ 2500 طائرة تدريب طراز إل-39 ألباتروس منذ سبعينيات القرن الماضي.
بعد سقوط الاشتراكية في تشيكوسلوفاكيا عام 1989، فشلت شركة ليتوف في فرض نفسها في السوق الدولية، فاشترتها مجموعة لاتيكوير الفرنسية عام 2000. تُصنّع الشركة الآن قطع غيار لطائرات الركاب الكبيرة.